# Рид, Дэвид (боксёр)
Дэвид Рид (англ. David Terell Reid; 17 сентября 1973 года, Филадельфия, Пенсильвания, США) — американский боксёр-профессионал, выступавший в весовой категории super welterweight. Чемпион мира в super welterweight (версия WBA, 1999—2000). Чемпион Панамериканских игр 1995 года, олимпийский чемпион 1996 года.

## Любительская карьера
У Дэвида Рида была звездная любительская карьера бокса, достигающая высшей точки с завоеванием золотой медали на Олимпийских играх 1996 года в Атланте. Она последовала за победой годом ранее на Панамериканских играх 1995 года в Мар-дель-Плата. Поскольку он был, как и четыре года до этого Оскар Де Ла Хойя, единственным олимпийским золотым медалистом в боксе для Соединенных Штатов, его сравнение с Де Ла Хойей было фактически неизбежным. Прозвище у Де Ла Хойи было "Золотой мальчик", у Рида — "Американская мечта".
Олимпийские результаты:

Победил по очкам (20-4) Ван-Кьюн Ли (Южная Корея)

Победил по очкам (12-5) Павла Полаковича (Чехия)

Победил по очкам (13-8) Мохамеда Мармоури (Тунис)

Победил по очкам (12-4) Карима Туляганова (Узбекистан)

Победил нокаутом (KO 3 (0:36)) Альфредо Дуверхэля (Куба) Стоит отметить, что победа в финале стала возможна только благодаря грубой судейской ошибки,Рид в чистую проигрывал бой гораздо более мастеровитому Дуверхэлю и абсолютно ничего не мог ему противопоставить,но в последнем раунде сумел донести один сильный удар по голове соперника, Дувэрхель упал,но тут же поднялся, ровно встал,поднял руки,тем самым показав,что он в полном порядке и готов продолжать бой, было очевидно, что удар Рида просто сбил его с ног, но никак не потряс, не смотря на это рефери принян решение остановить бой. Это был самый громкий скандал на олимпийском ринге Атланты. Стоит также отметить, что Рид был единственным представителем Соединённых Штатов в финале на домашней Олимпиаде и последней надеждой на золото.

## Профессиональная карьера
Начал свою профессиональную карьеру 21 марта 1997 года при большом внимании боксерской общественности США, выиграв по очкам у Сэма Кальдерона единодушными решением судей, в Атлантик-Сити, Нью-Джерси. Далее последовали ещё победы и 24 октября 1998 года, победив по очкам Джеймса Кокера, Рид получил свой первый пояс континентального чемпиона Америки. После этой победы он выдвинулся в претенденты на титула чемпиона мира и уже в следующем профессиональном бою 6 марта 1999 года стал чемпионом мира в первом среднем весе по версии WBA, победив по очкам единогласным решением французского чемпиона Лорана Будуани. Дважды успешно защитил свой титул, в одном из боев выиграв единогласным решением у экс-чемпиона мира Кита Маллингса в Лас-Вегасе.

В следующем бою Рид потерял свой титул, проиграв по очкам пуэрториканцу Феликсу Тринидаду.

Впоследствии провел ещё 4 поединка, выиграл 3 из них и проиграл техническим нокаутом малоизвестному Сэм Хиллу 11 ноября 2001 года. После чего, имея проблемы с сетчаткой глаза, чтобы не потерять зрение ушёл из бокса.